# Heren van Gronsveld

Familiewapen Huis Gronsveld

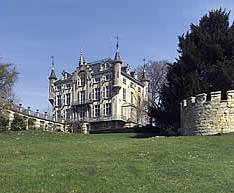
Kasteel van Gronsveld

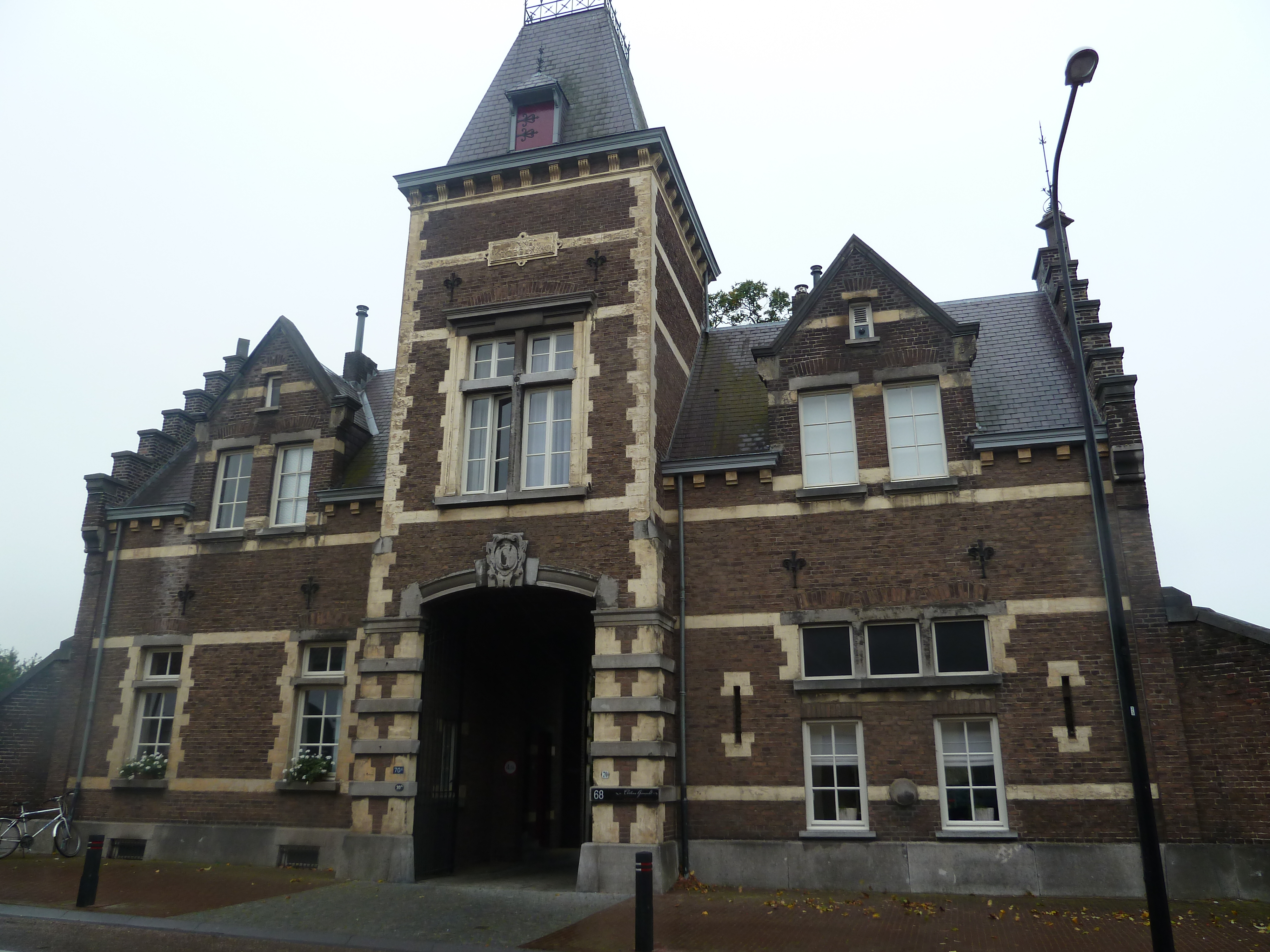
Poortgebouw

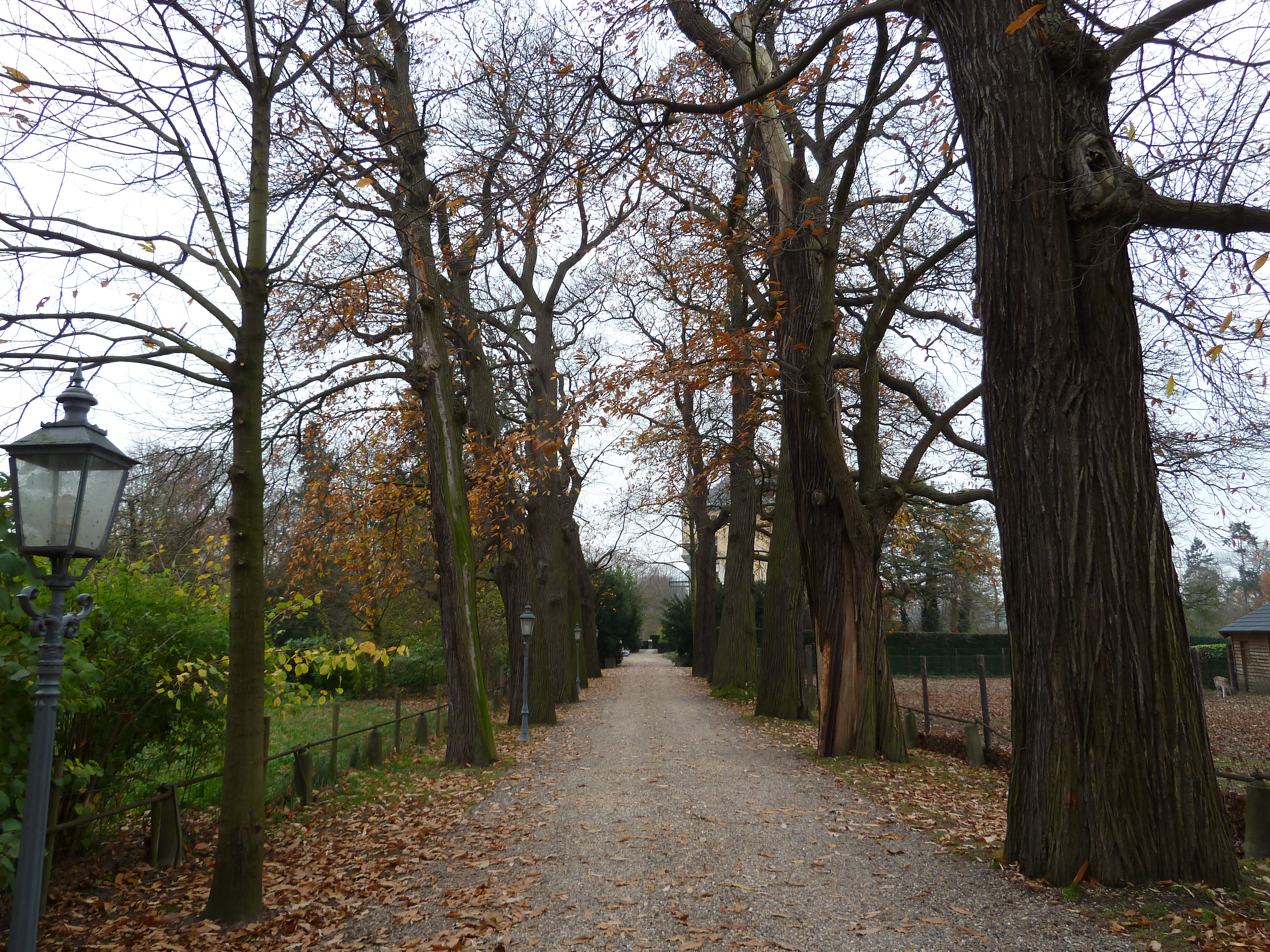
Oprijlaan

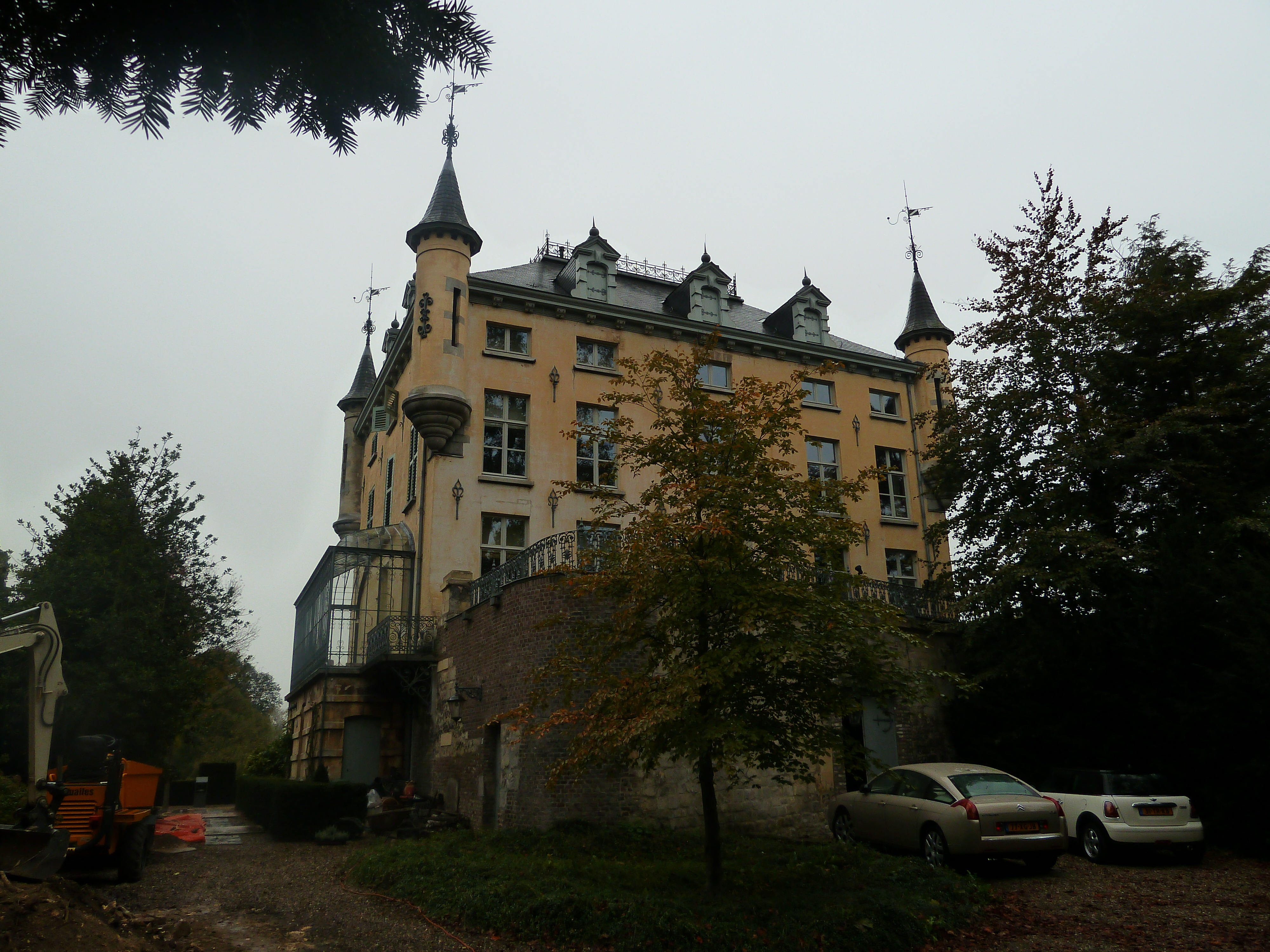

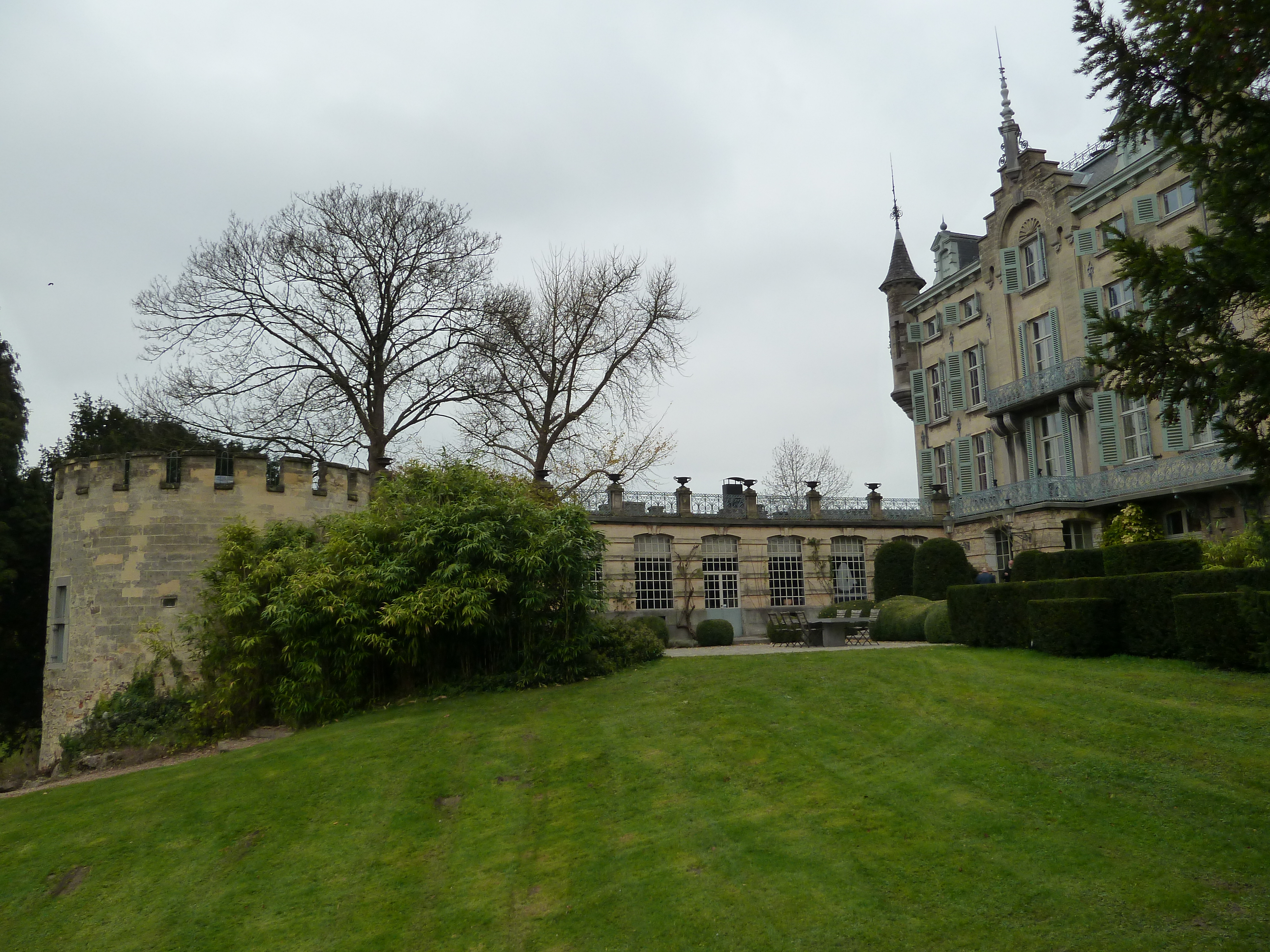
Oranjerie

De heren en vrouwen van Gronsveld stammen af, naar algemeen wordt aangenomen, van Giselbert (Gijsbert) van Loon.
De heerlijkheid en later graafschap Gronsveld is altijd in de familie gebleven, het werd vererfd in zowel mannelijke als ook in vrouwelijke lijn. Het voormalige graafschap Gronsveld ligt op de rechteroever van de Maas in de gemeente Eijsden-Margraten, enkele kilometers ten zuiden van Maastricht. Het vormde samen met Houthem (Nederland) en enkele naburige gehuchten een kleine staat. Door keizer Maximiliaan I werd Gronsveld op 24 juni 1498 verheven tot een rijksvrijheid. In 1588 kreeg het van keizer Rudolf II de status van graafschap.

## Stamvader
1. Giselbert (Gijsbert) van Loon 1e graaf van Loon 1015-1045, Maasgau en Haspengau (ca. 975-1045) trouwde met Luitgard Emma van Namen (ca. 1002-). Uit hun huwelijk werd geboren: 
- Herman van Gronsveld heer van Gruelsveld en graaf van de Neder-Maasgau (ca. 1035-)

### Eerste generatie
I.1. Herman van Gronsveld heer van Gruelsveld en graaf van de Neder-Maasgau (ca. 1035-). Uit hem werd geboren:
- Giselbert (Gisbert) van Gronsveld graaf van Gronsveld 1103-1135 (ca. 1065 - na 1135) (II.1.)

### Tweede generatie
II.1. Giselbert (Gisbert) van Gronsveld graaf van Gronsveld 1103-1135 (ca. 1065 - na 1135). Uit hem werd geboren:
- Wery van Gronsveld-Houffalize vrouwe van Houffalize en Gronsveld (ca. 1120-) (III.1.)

### Derde generatie
III.1. Wery van Gronsveld-Houffalize vrouwe van Houffalize en Gronsveld (ca. 1120-). Zij trouwde met Diederik I van Aarlen heer van Houffalize (ca. 1122-). Hij was een zoon van Walram III van Aarlen de zoon van Walram II van Limburg (1085-1139) en Judith (Gerard) (Jutta) van Wassenberg-Gelre (ca. 1085-1151). Uit hun huwelijk werd geboren:
- Diederik I van Houffalize van Gronsveld ridder, heer van Gronsveld en Houffalize (1176-1249) (IV.1.)

### Vierde generatie
- Diederik I van Houffalize van Gronsveld ridder als Diederik I heer van Gronsveld en als Diederik II heer van Houffalize (1176-1249). hij trouwde met Alveradis Aluerta (Luitgarde) (Luitgarde) van Elsloo-Stein (ca. 1155-). In de aan Catharina van Alexandrië gewijde kerk te Houffalize ligt een goed bewaard gebleven gisant gebeeldhouwd van zwarte kalksteen.

Uit hun huwelijk werd geboren:
- Lutgardis van Houffalize erfvrouwe van Gronsveld (ca. 1192-) (V.1.)

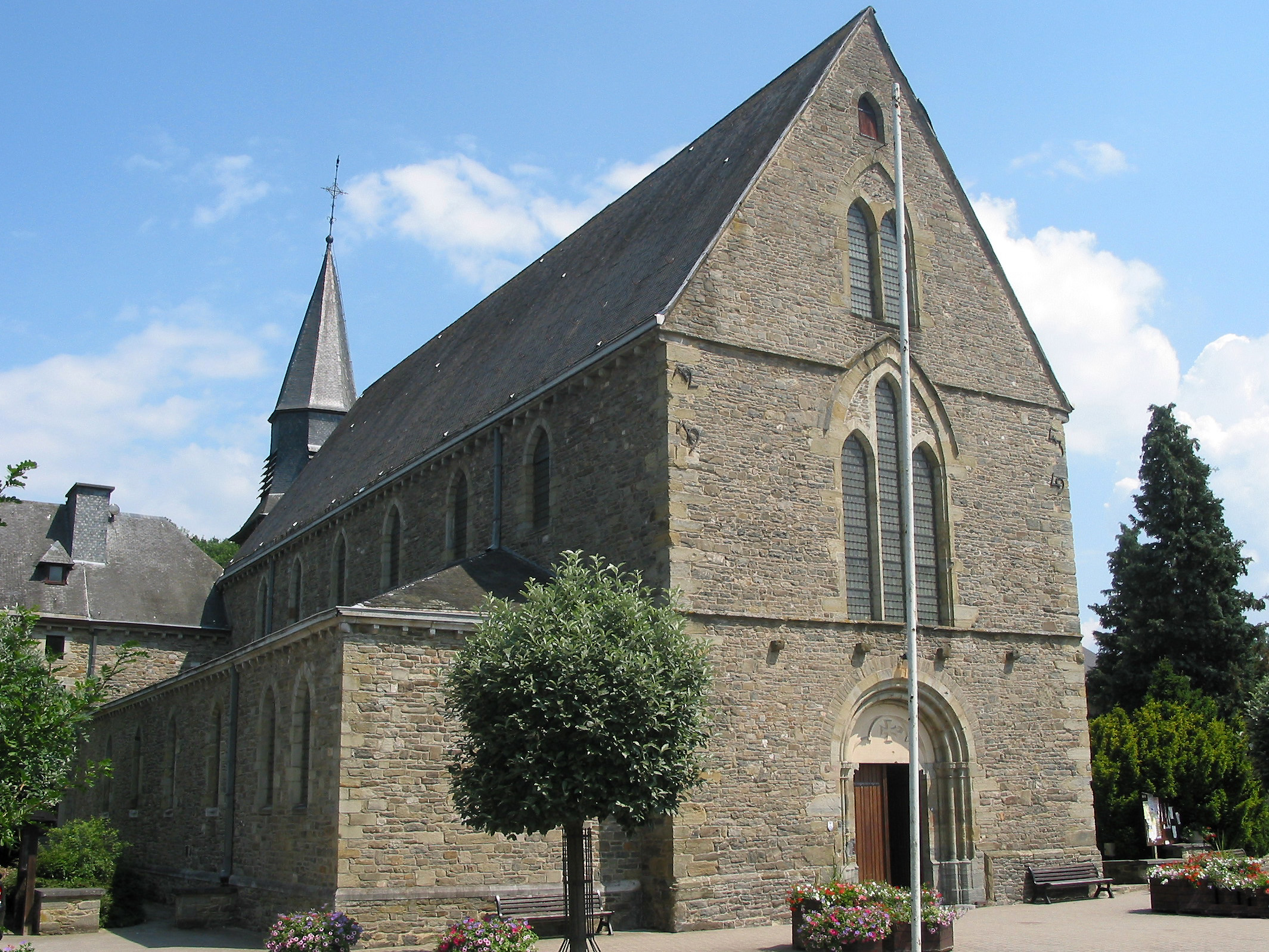
Sint Catharinakerk te Houffalize
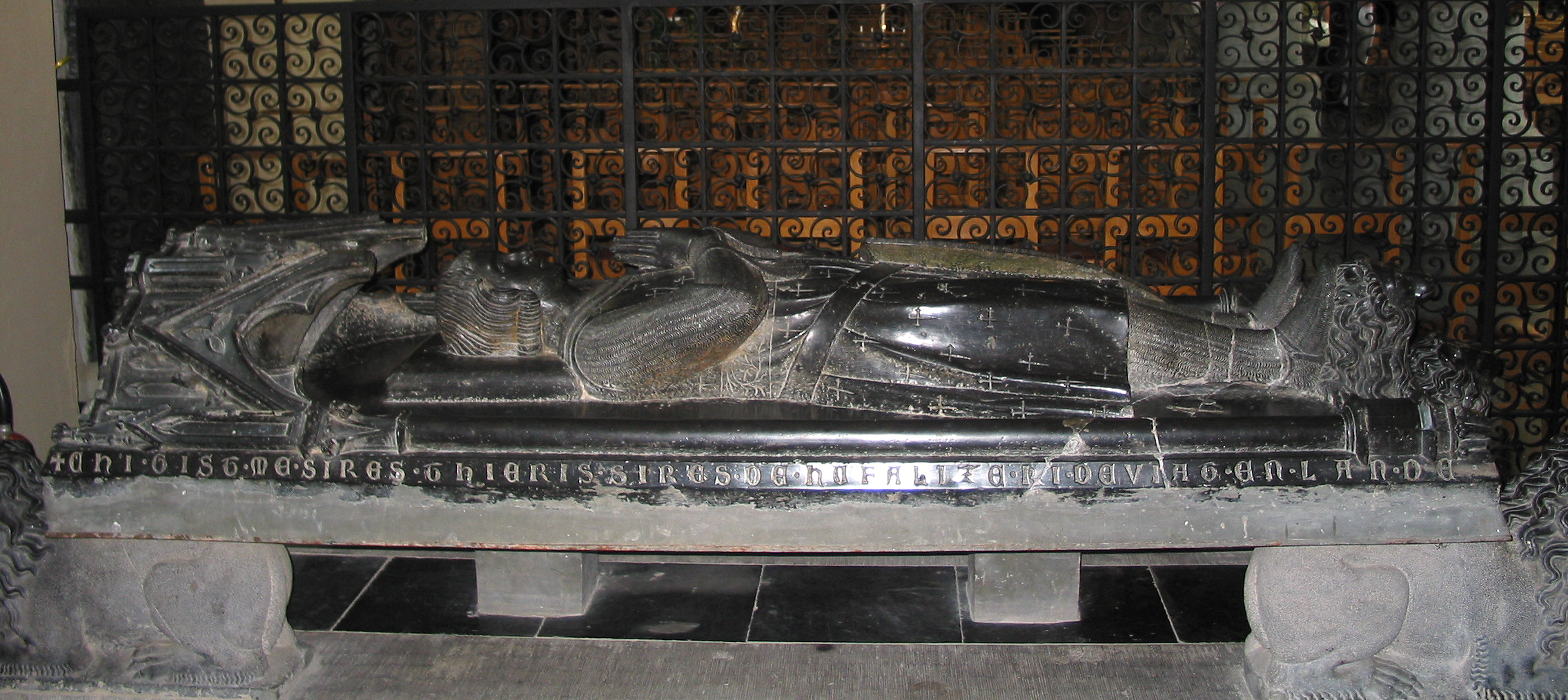
Gisant van Diederik II van Houffalize

### Vijfde generatie
V.1. Lutgardis van Houffalize erfvrouwe van Gronsveld (ca. 1192-). Zij trouwde met Willem II van Stolberg van Aachen heer van Gronsveld (ca. 1190-1241). Hij was een zoon van Reinhard II van Stolberg. Uit hun huwelijk werd geboren:
- Reinhard III van Stolberg van Aken leenheer van Gronsveld 1255-1261 (ca. 1219 - na 1285)  (VI.1.)

### Zesde generatie
VI.1. Reinhard III van Stolberg-van Aken leenheer van Gronsveld 1255-1261 (ca. 1219 - na 1285). Hij trouwde met Beatrix van Wassenberg (ca. 1222 - na 1261). Zij was een dochter van Gerhard IV van Wassenberg (- ca. 1254) en Beatrix van Randerode (- na 1246). Beatrix van Randerode was een dochter van Gerhard II van Randerath.
Gerard IV, op zijn beurt was een zoon van Gerard I van Horne-Wassenberg heer van Horne (1212-1220) en heer van Wassenberg (1180-1212) die getrouwd was met Beatrix van Merheim. Beatrix was een dochter van Rutger van Merheim heer van de heerlijkheid Merheim bij Keulen en van Aleidis van Bemelen. Gerard I was een zoon van Hendrik III van Limburg en Sophie van Saarbrücken.
Uit hun huwelijk werd geboren:
- Luitgarda van Stolberg-van Aken vrouw van Gronsveld (ca. 1239-) (VII.1.)

### Zevende generatie
VII.1. Luitgarda van Stolberg-van Aken vrouw van Gronsveld (ca. 1239-). Zij trouwde met Hendrik van Haasdal heer van Schaesberg en Gronsveld en raadsheer van St. Gerlach (ca. 1223- voor 1265). Hendrik was een zoon van Alard van Haasdal ministeriaal, heer van Haesdal 1232-1264 en raadsheer van St.Gerlach (ca. 1194 - na 1264) en Agnes (ca. 1195-).
Hendrik van Haasdal-Gronsveld was weduwnaar van Mechtildis van Rulant-Hozémont (ca. 1224-1252). Zij was een dochter van Frans van Rulant-Hozémont (ca. 1190-). Hij had uit zijn eerste huwelijk 3 kinderen: 1.) Gerard van Schaesberg 2.) Alide van Haasdal (ca. 1248-) 3.) Elisabeth van Haasdal (ca. 1250-)
Gerard wordt vernoemd naar de opa van zijn eerste vrouw Mechtildis van Rulant - Hozémont
Uit het huwelijk van Luitgarda en Hendrik is geboren:
- Johan I (Jan) van Gronsveld ridder, heer en graaf van Gronsveld van 1282 tot 1326 (ca. 1256-1326)  (VIII.1.)

Bij zijn eerste huwelijk krijgt hij in eigendom van zijn vader het hof te Krawinkel en de goederen te Munstergeleen.
Na het overlijden van Luitgarda werd hij monnik in Godsdal te Abhoven die vermoedelijk ondergeschikt was aan de abdij van Sint-Vaast nabij Atrecht.  Munstergeleen. Hij is aldaar overleden in ca. 1264.

### Achtste generatie
VIII.1. Johan I (Jan) van Gronsveld ridder, heer en graaf van Gronsveld van 1282 tot 1326 (ca. 1256-1326). Hij trouwde met Margaretha van Merode (ca. 1265-) de dochter van Werner IV van Rode ridder, leensman van de graaf van Jullich (ca. 1235-1316) en Sophia van Weisweiler (ca. 1236-1278). Uit zijn huwelijk zijn vier kinderen geboren, waarvan de jongste de stamvader werd van het Huis Hulsberg. Johan wordt heer van Gronsveld op het kasteel te Gronsveld dat zijn moeder Luitgarda van Stolberg had ingebracht.
- Arnold van Gronsveld ridder, heer en graaf van Gronsveld 1314 (ca. 1294-) (IX.1.)
- Catharina van Gronsveld (ca. 1296-) (IX.2.)
- Hendrik I van Gronsveld ridder en burggraaf van Limburg 1326 (ca. 1296 - ca. 1350) (IX.3.)
- Frank van Struver heer van Bunde en goed Struversgracht en de helft van Aldenvalkenborg (ca. 1298-1379) (IX.4.)

### Negende generatie
IX.1. Arnold van Gronsveld ridder, heer en graaf van Gronsveld in 1314 (ca. 1294-)
IX.2. Catharina van Gronsveld (ca. 1296-) trouwde in 1333 met Hendrik VI van Bautershem ridder en heer van Boutersem (ca. 1295-) de zoon van Hendrik V van Bautershem heer van Perk en Elewijt 1296 (ca. 1265-1302) en Marie Hemricourt (ca. 1267-)
- Hendrik VII van Boutersem ridder en als Hendrik VII heer van Boutersem, als Hendrik I heer van Bergen op Zoom (ca. 1315-) (X.1.)

IX.3. Hendrik I van Gronsveld ridder en burggraaf van Limburg in 1326 (ca. 1296 - ca. 1350) trouwde met Mechtilde van de Bongart vrouw van Heyden (ca. 1302-) de dochter van Arnold van de Bongart-De Pomerio heer van Heyden, kastelein en Drost van Herzogenrath (ca. 1270-)
- Catharina van Gronsveld van Maastricht (ca. 1322-). (X.2.)
- Wilhelmus van Gronsveld heer van Gronsveld (ca. 1330-voor 1382) (X.3.)
- Hendrik II van Gronsveld burggraaf van Limburg, heer van Gronsveld 1386-1404 en heer van Heyden (ca. 1335-1404) (X.4.)
- Johan II (Jean) van Gronsveld ridder, heer van Gronsveld en heer van Heyden 1382-1386 (ca. 1336-1386) (X.5.)
- Jenne van Gronsveld (ca. 1337-) (X.6.)
- Godfried van Gronsveld (ca. 1339 - voor 1397) (X.7.)
- NN van Gronsveld (ca. 1341-) (X.8.)

IX.4. Frank van Struver heer van Bunde en goed Struversgracht en de helft van Aldenvalkenborg (ca. 1298-1379). Hij was getrouwd met een dochter van Johan van Hanneffe heer van Haneffe en Aleida van Ochain en Condroz. Uit zijn huwelijk is Arnold I van Hulsberg, de stamvader van het Huis Hulsberg geboren.

### Tiende generatie
X.1. Hendrik VII van Boutersem ridder en als Hendrik VII heer van Boutersem, als Hendrik I heer van Bergen op Zoom (ca. 1315-) trouwde met Maria Merxheim vrouwe van Wuustwezel en Brecht (ca. 1318-) de dochter van Gerhard III Merxheim heer van Wezemaal en Merksem (ca. 1290-) Gerhard III was de zoon van Gerhard II van Wesemaele (ca. 1260-) en Margriet van Borselen (ca. 1268-1324)
- Hendrik VIII van Boutersem, als Hendrik II heer van Bergen op Zoom (ca. 1342-1419) (XI.1.)

X.2. Catharina van Gronsveld van Maastricht (ca. 1322-). Zij trouwde ca. 1355 met Johan van Argenteau (ca. 1319-1362). Zij trouwde (2) in 1363 met Diederik van Welckenenhausen. Zij trouwde (3) ca. 1374 met Hendrik van Pyrmont heer van Pyrmont. Uit haar eerste huwelijk zijn geboren:
- Mahaut van Argenteau (ca. 1341-) (XI.2.)
- Catherine van Argenteau (ca. 1343-)  (XI.3.)
- Jean van Argenteau (ca. 1345-) (XI.4.)
- Renard van Argenteau (ca. 1350-) (XI.5.)

X.3. Wilhelmus van Gronsveld heer van Gronsveld (ca. 1330-voor 1382)
X.4. Hendrik II van Gronsveld burggraaf van Limburg, heer van Gronsveld 1386-1404 en heer van Heyden (ca. 1335-1404) trouwde (1) ca. 1365 met Margaretha van Printhagen (ca. 1333 - ca. 1380). trouwde (2) op 21 september 1382 met Johanna Scheiffart van Merode erfvrouwe van Rimburg (1343-). Hij erfde al de bezittingen van zijn broer Jan die in 1386 vermoord werd in Aken. Hendrik bewoonde het Kasteel van Gronsveld.
 Uit zijn 2 huwelijken werd geboren:
- Metza (Mettel) van Gronsveld (1362-) (XI.6.)
- Johan III van Gronsveld domheer van de Dom van Aken (ca. 1367-1413) (XI.7.)
- Hendrik III (Henri) van Gronsveld ridder en heer van Rimburg (1368-)  (XI.8.)
- Jutta van Bruchhausen (ca. 1378-)  (XI.9.)
- Aleid van Gronsveld (ca. 1380-)  (XI.10.)
- Werner de Oudere van Gronsveld heer van Gronsveld 1401-1472 (ca. 1383-1472)  (XI.11.)
- Wilhelmine van Gronsveld (ca. 1389-)  (XI.12.)

X.5. Johan II (Jean) van Gronsveld ridder en heer van Gronsveld, heer van Heyden van 1382 tot 1386 (ca. 1336-1386) vermoord in Aken
X.6. Jenne van Gronsveld (ca. 1337-)
X.7. Godfried van Gronsveld (ca. 1339 - voor 1397)
X.8. NN van Gronsveld (ca. 1341-)

### Elfde generatie
XI.1. Hendrik VIII van Boutersem, als Hendrik II heer van Bergen op Zoom (ca. 1342-1419) trouwde met Beatrix van Polanen uit het huis Wassenaer (ca. 1344-1394) de dochter van Jan II van Polanen, ridder en heer van Lecke en Breda 1359-1350 (ca. 1325 - Breda, 3 november 1378) en Oda van Horne-Altena (1318-1353).
Uit zijn huwelijk is geboren:
- Maria van Boutersem (ca. 1365-1450) (XII.1.)

XI.2. Mahaut van Argenteau (ca. 1341-)
XI.3. Catherine van Argenteau (ca. 1343-) trouwde met Coenraad van Schonau-Schönforst heer van Elsloo (ca. 1340-1403)
XI.4. Jean van Argenteau (ca. 1345-)
XI.5. Renard van Argenteau (ca. 1350-)
XI.6. Metza van Gronsveld (1362-). Zij trouwde ca. 1382 Christian van Merode (1350-1429) heer van Heiden en drost van Herzogenrath. Hij was een zoon van Werner van Merode (1320-1377) heer van Rimburg en Adelaide d’Argenteau.
XI.7. Johan III van Gronsveld domheer van de Dom van Aken (ca. 1367-1413)
XI.8. Hendrik III (Henri) van Gronsveld ridder en heer van Rimburg (1368-)  trouwde in 1395 met Aleijda d' Oupeye Juppleu, geboren in 1378. 
- Adelheid van Gronsveld vrouwe van Oupeye (ca. 1395-) (XII.2.)
- Johanna Maria van Gronsveld (ca. 1397-). (XII.3.)
- Catharina Johanna van Gronsveld erfdochter en tevens vrouwe van Rimburg en Gronsveld Oost (ca. 1399-1444) (XII.4.)

XI.9. Jutta van Bruchhausen (ca. 1378-)
XI.10. Aleid van Gronsveld (ca. 1380-) trouwde in 1414 met Johan (Jan) Schellaert van Obbendorf ridder, hofmeester van de hertog en heer van Gürzenich en heer van Schinnen 1403-1450 (ca. 1375-). Hij was een zoon van Johan (Jan) Schellaert van Obbendorf heer van Gürzenich, Schinnen en Geysteren (1332 - na 1403) en Bela (Beatrix) van Vercken (ca. 1340 - na 1403). 
Johan was weduwnaar van Agnes van Vlodrop (ca. 1380-voor 1410). Zij was een dochter van Godard van Vlodrop ridder en erfvoogd te Roermond. Uit zijn eerste huwelijk had hij 4 kinderen: 1.) Johanna Schellaert van Obbendorf, 2.) Anna Schellaert van Obbendorf, 3.) Bella Schellaert van Obbendorf en 4.) Johan V Schellaert van Obbendorf heer van Schinnen (ca. 1410-1452)
Johan was een kleinzoon van Reinhard Schellaert van Obbendorf. In 1403 kocht hij van Hertog Reiner van Gulick en Gelder een deel van Leeuwen en de halve heerlijkheid Schinnen. In 1429 was hij betrokken bij de onderhandelingen tussen de stad Deventer en de Overijsselse Ridderschap en de Stichtsche met hertog Arnold. De heerlijke rechten afkomende van de oude edelen van Schinnen zijn in 1403 als een groot Valkenburgs leen in ´t bezit gekomen van Jan Schellardt van Obbendorp die heren bleven van Schinnen tot 1795.
XI.11. Werner de Oudere van Gronsveld heer van Gronsveld 1401-1472 (ca. 1383-1472)
XI.12. Wilhelmine van Gronsveld (ca. 1389-)

### Twaalfde generatie
XII.1. Maria van Boutersem (ca. 1365-1450) trouwde op 29 juli 1392 met Willem IV van Petershem ridder en heer van Petershem (ca. 1362-) de zoon van Johan II (Jean) van Petershem ridder en heer van Petershem (ca. 1325-) en Johanna van Loon-Agimont (ca. 1330-1368)
- Jean van Petershem (ca. 1382-1444) (XIII.1.)
- Beatrix van Petershem (ca. 1385-1455) (XIII.2.)

XII.2. Adelheid van Gronsveld vrouwe van Oupeye (ca. 1395-) trouwde met Engelbert Nyt van Birgel erfmaarschalk van Adolf van Gulik-Berg, de hertog van Gulik (ca. 1390-1480). Uit haar huwelijk zijn geen kinderen geboren.
XII.3. Johanna Maria van Gronsveld (ca. 1397-). Zij trouwde (1) met Johannes van Holsit (ca. 1395-). Zij trouwde (2)  met Johan II (Jan) van Huyn van Amsterade (ca. 1383-)
- Johan III van Huyn van Amsterade (ca. 1415-) trouwde met Maria Hoen erfvrouwe van Printhagen en Lummen (ca. 1415-1460) (XVI.3.)
- Nicolaas van Huyn van Amsterade (ca. 1418-) (XIII.4.)
- Alix (Aleid) van Huyn (ca. 1419-)(XIII.5.))
- Hendrik Jonker van Huyn brabants schepen In Maastricht (ca. 1425-) (XIII.6.)
- Werner van Huyn heer van Holtmuhlen (1430-1500) (XIII.7.)
- Gerard van Huyn heer van Geleen (ca. 1432-) (XIII.8.)

XII.4. Catharina Johanna van Gronsveld erfdochter en tevens vrouwe van Rimburg en Gronsveld Oost (ca. 1399-overleden 1444) begraven in Minderbroederskerk te Maastricht. Zij trouwde met Dirk I van Bronckhorst-Batenburg (Anholt).

### Dertiende generatie
XIII.1. Jean van Petershem (ca. 1382-1444)
XIII.2. Beatrix van Petershem (ca. 1385-1455) trouwde met Richard II van Merode heer van Frentz (ca. 1370-1446) de zoon van Richard I van Merode heer van Andrimont (ca. 1325-1399) en Margaretha van Wesemaele (ca. 1330-)
XIII.3. Johan III van Huyn Van Amsterade (ca. 1415-) trouwde met Maria Hoen erfvrouwe van Printhagen en Lummen (ca. 1415-1460)
XIII.4. Nicolaas van Huyn Van Amsterade (ca. 1418-)
XIII.5. Alix (Aleid) van Huyn (ca. 1419-) trouwde met Jan I van Cortenbach heer van Kunrade en Forsthof en drost van Valkenburg (ca. 1417-) uit haar huwelijk werd geboren:
- Lodewijk van Cortenbach heer van Bruijn en stadhouder en voogd van Valkenburg (ca. 1460-1531) (XIV.1.)

XIII.6. Hendrik Jonker van Huyn brabants schepen In Maastricht (ca. 1425-)
XIII.7. Werner van Huyn heer van Holtmuhlen (1430-1500)
XIII.8. Gerard van Huyn heer van Geleen (ca. 1430-)

### Veertiende generatie
XIV.1. Lodewijk van Cortenbach heer van Bruijn en stadhouder en voogd van Valkenburg (ca. 1460-1531)